# تكوين الحديد الحزامي
تكوين الحديد الحزامي (بالإنجليزية: Banded iron formations)‏ وتختصر (BIFs)، وهي وحدات مميزة من الصخور الرسوبية التي دائمًا ما تكون من عصر ما قبل الكامبري. وهي تجمع ركاز الحديد في طبقات رسوبية وتأخذ وضع البنية الشريطية، وتحتوي أيضا على الصوان أو شيرت أو كوارتز دقيق الحبيبات.